# Florentiner (Goldmünze)

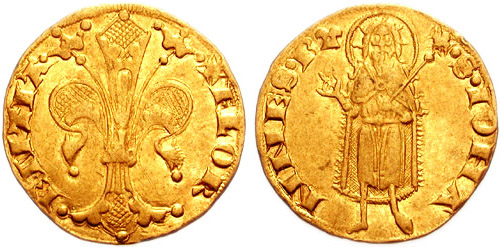
Florentiner aus dem Jahr 1347

Der Florentiner (lateinisch Florenus, italienisch Fiorino d’oro, französisch Florin) war eine im Spätmittelalter in Europa weit verbreitete Währung. Er war eine von 1252 bis 1533 in Florenz geprägte Goldmünze.
Der Name kommt vom Goldgulden der Stadt Florenz, genannt auch Florentiner Gulden, mit etwa 3½ Gramm, der ab dem 13. Jahrhundert auch außerhalb der Toskana benutzt wurde. Es gab allerdings regional noch andere Prägungen, beispielsweise in der Champagne und im Herzogtum Brabant. Gegenüber dem Florentiner konnte ihr Wert zwischen der Hälfte und dem Doppelten schwanken.

## Geschichte
Nachdem Karl der Große in seiner Münzreform die antiken Goldmünzen durch Silbermünzen ersetzt hatte, hatte es im mittelalterlichen Europa nur wenige Goldmünzen aus antiker und arabischer Prägung gegeben. Dann stieg im Hochmittelalter mit dem zunehmenden Geldverkehr auch der Bedarf an werthaltigen Münzen. Der römisch-deutsche Kaiser Friedrich II. ließ seit 1231 in Brindisi Goldmünzen prägen, den Augustalis. Anschließend begannen die Finanzmetropolen Florenz und nach 1280 auch Venedig, Münzen aus Gold in größerer Anzahl herauszugeben.
Die Stadt Florenz begann mit der Produktion des Fiorino 1252. Die Münze bestand aus 3,54 g Feingold. Auf der Vorderseite trug sie das Wappenzeichen der Stadt, eine Lilie (lat.: flos = Blume). Der Revers zeigte Johannes den Täufer, den Stadtpatron. Ab 1300 geprägte Fiorentini tragen alle ein Münzmeisterzeichen, das eine genaue Datierung ermöglicht, da die Münzmeister alle sechs Monate wechselten, so begehrt war dieses Amt. Die Bücher des Florentiner Münzamtes weisen in guten Jahren einen Ausstoß von bis zu 350.000 Florinen aus, das sind etwa 1,2 Tonnen Gold. Die Prägung der Florin in Florenz endete 1533, als Cosimo I. von Medici das Münzwesen in seinem Machtbereich vereinheitlichte und nach französischem Vorbild den Scudo d’Oro herausgab.
Der damalige Geldwert der florentiner Goldmünzen ist nur schwer abzuschätzen, weil er von Wirtschafts- und politischen Umständen abhängt. Immerhin galt Münzgold auch in Kriegszeiten als relativ sichere Währung – auch noch im 20. Jahrhundert. In Friedenszeiten sind in der historischen Literatur Käufe von Dörfern unter Adeligen genannt, die um die tausend fl betrugen, und Stiftungen zu sozialen Zwecken gingen bis in mehrere 10.000 Florentiner. Mit einem durchschnittlichen Goldpreis der letzten 50 Jahre von 800 Dollar pro Unze, (allerdings bei Schwankungen von ca. 150 bis 1700 $) ergäbe sich aus heutiger Sicht eine Kaufkraft von etwa 100 Euro.

## Nachahmungen
Der Fiorino wurde zum Vorbild für zahlreiche Goldgulden. Von der florentiner Goldwährung (französ. Florin d’ or) kommt auch der Name Gulden, wie bis 2001 die Währungseinheit in den Niederlanden hieß. Deren im Finanzwesen gebräuchliche Abkürzung ist fl. oder f. für Fiorino, lat. florenus aureus.
Der alte Name findet sich später für andere Münzen:
- der mit einer Lilie bezeichnete toscanische Fiorino, eine seit 1826 geprägte Silbermünze von 1,666 toscanischen Lire
- der englische Florin, eine seit 1849 geprägte Silbermünze von 2 Shilling.
- die ungarische Währungseinheit Forint
- der Reichsguldiner bzw. Gulden (Abk. fl.) im Heiligen Römischen Reich Deutscher Nation und im Deutschen Bund
- der Niederländische Gulden
- der Antillen-Gulden
- der Aruba-Florin